# Cayetunya tifferi
Cayetunya tifferi es un coleóptero de la familia Chrysomelidae.
Fue descrita científicamente en 1997 por Flowers.